# ویس (دهانه)
ویس یک دهانه برخوردی در ماه‌ است.

## دهانه‌های اقماری
این دهانه ۴ دهانه اقماری دارد.
| Weiss | عرض جغرافیایی | طول جغرافیایی | قطر          |
| ----- | ------------- | ------------- | ------------ |
| A     | ۳۰.۵° S       | ۱۸.۶° W       | ۴.۰ کیلومتر  |
| B     | ۳۱.۲° S       | ۱۸.۴° W       | ۱۰.۰ کیلومتر |
| E     | ۳۱.۱° S       | ۱۹.۲° W       | ۱۷.۰ کیلومتر |
| D     | ۳۰.۷° S       | ۲۰.۳° W       | ۹.۰ کیلومتر  |